# Christoph Cloëtta
Christoph Cloëtta (født 24. september 1836 i Schweiz, død 30. marts 1897 i København) var en schweizisk-dansk chokoladefabrikant og schweizisk konsul.
Christoph Cloëtta var i lære som konditor hos Gianelli på Kongens Nytorv, men åbnede senere sin egen "Café Royal" med billard i Skindergade. I 1862 grundlagde han sammen med sine to driftige brødre Bernhard og Nuttin Cloëtta en chokoladefabrik ved Sortedamsmøllen, der baserede sig på de nyeste teknikker fra Paris. Brødrene solgte deres produkter fra en butik i hovedstaden, og chokoladerne blev hurtigt berømmet og efterspurgt for deres overlegne kvalitet. Ved hans død var fabrikken, efterhånden bare kendt som Cloëtta, og var vokset til at være Nordens største.
Cloëtta, der blev udnævnt til schweizisk konsul i 1888, er begravet på Assistens Kirkegård. Hans søn Fritz Cloëtta videreførte firmaet.
Christoph Cloëtta er portrætteret på P. S. Krøyers maleri Fra Københavns Børs.